# 周應明
周應明（16世紀—1597年），字子良，号瀛海，湖廣黄州府麻城县人，明朝政治人物。同进士出身。

## 生平
十月初八日生，治春秋。萬曆十九年（1591年）辛卯科第五名舉人，二十年壬辰科会试第四名，未廷試，二十三年（1595年）乙未科廷試二甲第十三名进士，都察院觀政，本年八月授刑部貴州司主事，二十五年改礼部儀制司主事，教习驸马，本年卒于京。美丰姿，一目重瞳。俊才博学能文，著有诗文草，为世所称。尤工书法绘事。

## 家族
曾祖周廷徵，按察司副使、前監察御史，贈中宪大夫。祖周戴，府同知、进阶朝列大夫。父周弘祐，歲贡。母劉氏，继母宋氏。严侍下。娶王氏，继娶梅氏。子胤長、德長、慶長。
從兄周應嵩，進士、國子監博士。